# Cratere Karen
Karen  è un cratere sulla superficie di Venere.